# Sørvágsvatn
Sørvágsvatn (ook: Leitisvatn) is het grootste meer van de Faeröer. Het meer is gesitueerd op het eiland Vágar, tussen de plaatsen Sørvágur en Miðvágur. Aan de noordkust van het meer ligt het dorpje Vatnsoyrar.
Onder de bevolking is er discussie over de naam van het meer. De inwoners van Sørvágur hebben het meer hun dorp vernoemd, terwijl de inwoners van de dorpen aan de oostzijde het meer 'Leitisvatn' noemen. Om verwarring te voorkomen noemen de inwoners het meer meestal simpelweg 'Vatnið', wat letterlijk 'het meer' betekent. 
Het meer ligt slechts enkele tientallen meters van de kust, maar ligt toch veertig meter boven de zeespiegel. Het water uit het meer stroomt via een hoge waterval, de Bøsdalafossur, naar zee, hier de Atlantische Oceaan.